# R&P
R&P is een historisch merk van motorfietsen.
De bedrijfsnaam was: Robinson & Price Ltd., Liverpool.
R&P was een Brits merk dat van 1902 tot ca. 1907 346cc-eencilinders bouwde.